# محمود شاه یکم
پادوکا سری سلطان محمود شاه (درگذشت – ۲۲ مه ۱۳۲۱) پنجمین سلطان کداح بود. حکمرانی او از سال ۱۲۸۰ تا ۱۳۲۱ به طول انجامید. او دستور ایجاد کوتا سپوتی (Kota Seputih) و کوتا دی هولو سونگای مرپا را به عنوان استحکامات قبیله تناسریم صادر کرد.